# IX Giochi panarabi
I IX Giochi panarabi si sono svolti dal 15 al 31 agosto 1999 a Amman, in Giordania. All'evento hanno partecipato un totale di 5.504 atleti, rappresentanti 21 nazioni del mondo arabo, i quali si sono sfidati in 26 sport.

## Nazioni partecipanti
| - Arabia Saudita - Algeria - Bahrein - Comore - Egitto - Emirati Arabi Uniti - Gibuti | - Giordania - Iraq - Libano - Libia - Marocco - Mauritania - Oman | - Palestina - Qatar - Siria - Somalia - Sudan - Tunisia - Yemen |

## Sport
| - Atletica leggera - Badminton - Bodybuilding - Bridge - Calcio - Ciclismo - Ginnastica artistica - Judo - Karate - Kickboxing - Lotta - Nuoto - Pallacanestro | - Pallamano - Pallavolo - Pugilato - Scacchi - Scherma - Sollevamento pesi - Sport equestri - Squash - Taekwondo - Tennis - Tennistavolo - Tiro con l'arco - Vela |

## Medagliere
| Pos. | Nazione             |     |    |    | Totale |
| ---- | ------------------- | --- | -- | -- | ------ |
| 1    | Egitto              | 107 | 79 | 78 | 264    |
| 2    | Tunisia             | 38  | 42 | 56 | 136    |
| 3    | Algeria             | 33  | 30 | 20 | 83     |
| 4    | Siria               | 32  | 38 | 56 | 126    |
| 5    | Marocco             | 31  | 40 | 41 | 112    |
| 6    | Giordania           | 25  | 30 | 69 | 124    |
| 7    | Arabia Saudita      | 15  | 26 | 16 | 57     |
| 8    | Qatar               | 12  | 10 | 23 | 45     |
| 9    | Libano              | 7   | 13 | 19 | 39     |
| 10   | Emirati Arabi Uniti | 7   | 9  | 15 | 31     |
| 11   | Iraq                | 6   | 5  | 30 | 41     |
| 12   | Oman                | 4   | 5  | 7  | 16     |
| 13   | Yemen               | 1   | 0  | 4  | 5      |
| 14   | Bahrein             | 0   | 2  | 4  | 6      |
| 15   | Palestina           | 0   | 1  | 9  | 10     |
| 16   | Libia               | 0   | 0  | 15 | 15     |